# 堀沢ゆい
堀沢 ゆい（ほりさわ ゆい、1998年12月18日 - ）は、日本のAV女優。

## 略歴・人物
2018年9月、「青葉夏（あおば なつ）」としてAVデビュー。所属事務所はプライムエージェンシー。マックス・エー専属で4作品に出演。
2019年より「神代えみな（かみしろ えみな）」として活動していたが、同年中に「堀沢ゆい」に改名。所属事務所はLINX。
2020年に公式ツイッターのアカウントが削除され、LINX公式サイトからプロフィールが削除された。

## 出演作品

### アダルトDVD
2018年
- 東北の純朴美少女 役者からAVの舞台へ…転身デビュードキュメント（9月25日、マックス・エー）
- 未成熟な彼女が初めてイッた夏… 全身ガクガク感電SEX（10月25日、マックス・エー）
- 夏の青春日記 決して交わってはイケない禁断の関係（11月25日、マックス・エー）
- イチャLOVE神デート（12月25日、マックス・エー）

2019年
- 淫乱母娘ナンパ やっぱり親子! 恥らいイキまくり!! 10（4月10日、ホットエンターテイメント）
- 魔法少女ピュアキュート（5月24日、GIGA）
- こっそり角オナニー 5（6月13日、アロマ企画）
- パンチラでオナニーしたい草食男子のためのリクエストdeパンチラ 3（6月13日、アロマ企画）
- 胸の谷間に顔埋めてもみもみパフパフしたりおっぱいチューチュー吸いながら雑巾絞りオイル手こきで昇天する（7月13日、アロマ企画）
- ピチピチの太腿が中年おやじのザーメン搾り取る年の差20歳の腿こき（7月13日、アロマ企画）
- 凍結された裏アカウントのハメ撮り動画入手! 2（9月10日、ブリット）※「えみ」名義
- スカートヒラヒラしまくり! 追いかけっこ挑発女子○生（9月13日、アロマ企画）
- 恥じらいJ○の本気の交尾。 「(マ○コの感度が高すぎて)命がけでエッチしています…」 〜最高の感度。初めて経験する激しい交尾でこちらがびっくりするほど感じまくるショートカット女子校生〜（11月7日、ひよこ）※「ゆい」名義
- 羞恥! 青少年男女混合全裸体力測定 2019（11月21日、サディスティックヴィレッジ）
- 予備校に通う地味でマジメな女子○生をレ○プしながら全身を媚薬漬けにしたら、こっちが引くほど痙攣・潮&泡吹き・失神しまくった! 9（12月12日、サディスティックヴィレッジ）※「ゆり」名義
- 妊娠専用オナホちゃん はるか20歳（12月15日、メガハーツ）※「中村はるか」名義

2020年
- 中出しデビュードキュメント 私、中出しでAVデビューします（1月7日、パコパコ団とゆかいな仲間たち）
- インドア文系女子ハメ堕ち! 性に淡白な女子がねっとり愛撫でトロトロにされ 巨根で絶叫イキさせられた!（1月25日、ブロッコリー）
- 秘密の輪姦倶楽部 LINCOLN 某OLゆい様の場合（2月27日、FIRST STAR）
- 「本物のセックスとは中出しって聞きました!」 彼氏ができて以来、性に超貪欲になった真面目な学級委員長が登校拒否中のボクの家にやってきて彼氏は絶対にしてくれない中出しセックスを求めてきた…。（3月19日、ゴールデンタイム）
- オープンマリッジ 夫公認の彼氏と夜が明けるまで何度も何度もやりまくった妻 ゆい27歳（3月26日、コスモス映像）
- 挿れたい身体 〜敏感美少女とのエッチ〜（4月1日、S-Cute）
- 家の中に潜んでいる超敏感絶倫ヤリマン少女は絶対手を出してはいけない相手にしか興奮しない超ド変態! 何回も何回もハメては勝手にイキまくり、逃げる相手を家の中で追いかけ回しては何度も何度も中出しさせる!!（4月7日、Hunter）
- 妻の連れ子たちは超ミニスカで俺や息子をプリ尻パンチラ誘惑しかけてくる隠れビッチ!パンツ隠し撮りしてるのバレてるのに「ママには内緒でもっとエッチな動画撮らせてあげよっか♥」チ○コビンビンの俺も息子も断る理由がありません!妻の留守中ヤリマン姉妹とハメ過ぎちゃいました〜。（4月23日、SWITCH）
- 素人18歳ナンパ GET!! No.212 新大久保で見つけたバイブスやばい18歳 タピオカよりもHに夢中編（5月7日、桃太郎映像出版）
- 素人妻ナンパ 全員生中出し 5時間 セレブDX 70（5月15日、ロータス）
- 地味なのに変態ドM体質のアヘ顔イキ狂い娘（5月19日、チキチキカマー）
- なりきりナンパの職業どうでしょう シェフ編（5月23日、ビッグモーカル）
- おち●ぽのにおいってどうですか?（6月19日、タマネギ）

### VR
2019年
- 文学美少女家庭教師に食べられる僕 ゆい先生（10月25日、unfinished）

2020年
- #ファン食いVR 超大人気のヤリチンバンドマンになって、楽屋に来たファンを強制媚薬でスキャンダル中出しSEX!ヤリたい放題できる!!（2月17日、SODクリエイト）
- 突然同じ会社の後輩からの電話。 普段は地味で真面目なので会社の相談事かと思ったら、まさかの展開に…（2月19日、KMPVR-bibi-）
- 排卵日にしか性交しない精液が好きな地味な女子大生と危険日に連続中出し種付け何度もSEX（2月28日、KMPVR）
- オイルローションVR（3月6日、KMPVR）
- 冴えないJ●の育て方 同人好きの陰キャでオタクな女子校生 ゆい（3月18日、KMPVR）
- 悪戯夜這いVR（4月5日、KMPVR）
- 誰とエッチできるかわからない!ドキドキの修学旅行の夜!! 果たして誰が布団に入ってくるのか? クラスに男はボク1人の修学旅行の夜。女子部屋で一緒に盛り上がっていたら見回りの先生がやって来た!ピンチ!!と思い慌てて布団に隠れたら同じ布団にもう1人…クラスの女子が慌てて隠れて来て、狭い布団にふたりきりで急接近!先生がいなくなるまで布団に隠れていたら、彼女の吐息や心臓の音が…そして彼女がボクをじっと見つめて来て恥ずかしそうに「なんかドキドキするね」と!そして唇もすごく近い!!段々と変な感じになってきて徐々に近づいてくるクラスメイトの女子…。そしてお互い我慢できなくなり唇と唇を重ねて… TYPE-A・B・C・D（4月14日、お夜食カンパニー）
- ハイレグVR（4月16日、KMPVR）
- 美脚を見上げながらイカせるVR（4月16日、KMPVR）
- 舐めテクVR（5月23日、KMPVR）
- 女子校生のスクール水着を観察し続けるVR（6月21日、KMPVR）
- 放課後、角オナVR（6月22日、KMPVR）

### アダルトサイト
「MGS動画」
- ラグジュTV 1092 彼氏との別れを吹っ切るためにAV出演。真面目一筋の人生を歩んできた図書館司書のお姉さんが初めて人前でセックス…恥ずかしさで頬を染めながら、あまりに快楽に喘ぎ声を響かせる!（2019年4月19日、ラグジュTV）※「	三好涼香」名義
- マジ軟派、初撮。 1403 溜まった性欲を食欲で発散するラーメン女子を確保！首筋の愛撫でスイッチオン！禁断のパンスト破りからのスーツ着衣プレイで大興奮！！スケベOLがおま○こビショビショにして悶絶セックス!!!（2019年10月22日、ナンパTV）※「ゆい」名義

「FANZA」
- ゆりりん（2019年11月29日、素人おかしや）
- 井沢ゆり（2020年2月25日、しろうとめんせつ）
- あおい（2020年2月26日、シロウトHouse）
- 堀田ゆい（2020年2月28日、恋する花嫁）
- 童貞を殺す服着た妹に投稿動画撮り誘われた僕。草食系に見せかけた僕の肉食系ピストンにエビ反り雄叫び腰くだけの妹。ゆい(20)（4月15日、ディレクターズ）
- 堀沢（2020年5月18日、西日暮里人妻同好会）
- ゆい（2020年5月18日、俺の素人）

「FC2」
- 【#パパ活】清楚系美少女なのに身体は超敏感なJ○♡ちんぽねじ込まれて何度も絶叫イキ♡【#個人撮影】（2020年2月15日、ぱぱ活推奨委員会）

「S-Cute」
- #749 Yui（2020年2月21日）

### イメージDVD
- ハックツ美少女 Revolution（2017年4月6日、BAGUS）※「青葉夏」名義

### オリジナルビデオ
- ダメージングヒロイン 07 スペースハンター アスタリオン（2019年5月10日、ZENピクチャーズ）※「神代えみな」名義

## 雑誌
- 週刊大衆 2018年8月13日号（双葉社） - グラビア「私のおっぱい見てください」
- 週刊アサヒ芸能 2018年9月13日号（徳間書店） - グラビア「何も知らない…」